# シャットアウト (競走馬)
シャットアウト（Shut Out、1939年 - 1964年）とは、アメリカ合衆国のサラブレッドの競走馬、および種牡馬である。アルサブやデヴィルダイヴァーなどと対戦しながら、1942年のアメリカクラシック二冠馬となった。

## 経歴

### 出生、幼駒時代
1939年にグリーンツリーステーブルで生まれた栗毛の牡馬である。父エクイポイズはメトロポリタンハンデキャップ連覇などの実績を残した名馬、一方の母グースエッグは同牧場で生まれたスピナウェイステークスの優勝馬と、牧場の誇る良血の出であった。父エクイポイズは前年に急死したため、シャットアウトは父の最後の世代（4世代目）に当たる馬であった。
シャットアウトは身体的な特徴が父によく似ており、体格が大きく、脚はひょろ長く、線対称の緊密な体つきであったが柔軟さに欠けていたとされる。一方で毛色は栗毛ながらも「チョコレートソルジャー」のあだ名があった父に似ず、薄くて淡白な色合い、そして光沢に乏しい毛並みであった。
同じグリーンツリーファームで生まれ育ったデヴィルダイヴァーやアンフィシアターらとともに、1941年に2歳でデビューした。この年はグランドユニオンホテルステークスでアンフィシアター（3着）やリクエステッド（2着）を破ってステークス競走勝ちを収めたが、それ以外では勝ちに恵まれず、サラトガスペシャルステークスではアンフィシアターの2着、ホープフルステークスではデヴィルダイヴァーの2着に終わっている。

### 三冠路線の飛躍
2歳時の成績は今ひとつのものであったが、シャットアウトの陣営は彼にクラシック制覇への期待と見通しを捨てなかった。それに応えるかのように、シャットアウトは3歳初戦のブルーグラスステークスでひさびさの勝利を手にし、続くケンタッキーダービーへの見通しを大きく開いた。
ケンタッキーダービーは、第二次世界大戦中の開催であることから軍服姿の観客も多数詰めかけるなかで行われた。出走馬15頭のなかで、シャットアウトはデヴィルダイヴァーとのカップリングで1.9倍の1番人気に推されていた。シャットアウトとデヴィルダイヴァーは主戦騎手がともにエディ・アーキャロであったが、アーキャロがデヴィルダイヴァーを選んだため、一方のシャットアウトはウェイン・ライトを鞍上に迎えての出走となった。スタートでは先頭争いに加わるが、すぐさま落ち着かせて先頭集団に収まった。そして1マイルを過ぎたところから追い上げを始め、最後の直線で先頭に立つとそのまま後続との差を広げ、追い上げてきたアルサブを2馬身4分の1差で突き放して優勝した。
2冠目のかかったプリークネスステークスではアルサブに1番人気を譲り、2番人気での出走となった。しかしここでは精彩を欠き、後ろから追いこんできたアルサブに交わされての5着に沈み、早くも三冠馬となる権利を失った。
最後の一戦ベルモントステークスはアルサブとも最後の勝負となった。前2戦でクラシックに見切りをつけられたデヴィルダイヴァーはこの競走に出走しなかったため、鞍上にふたたびアーキャロが戻っている。2番人気に推され、ふたたびアルサブに1番人気を譲ったが、レースでは最後の直線で先頭に立つとそのまま押し切り、追い込んできたアルサブを2馬身離しての優勝を飾り、二冠を達成した。
その後トラヴァーズステークスやヤンキーハンデキャップなども制するなど、その年の3歳馬としては最上級の戦績を挙げた。しかしアルサブがマッチレースでワーラウェイを破ったことによる評価にわずかに及ばず、同年の最優秀3歳牡馬の称号はアルサブに奪われた。

### その後
シャットアウトは4歳以降も競走を続け、ピムリコスペシャルなどの勝ち鞍を挙げている。しかし、3歳時の競走能力と比べると明らかに衰えており、それ以上の大競走で勝ち星を得ることは叶わなかった。5歳まで競走を続けたが、2戦して未勝利に終わったところで競走馬を引退した。

## 引退後
引退後はグリーンツリーファームに戻り、1945年より種牡馬となった。送り出したステークス競走勝ち馬の数は乏しく、牧場よりかけられていた期待に応えられるものではなかった。
代表的な産駒に、メイトロンステークスなどを勝って1953年のアメリカ最優秀2歳牝馬に選ばれたイブニングアウト（Evening Out 1951年生・牝馬）や、マンハッタンハンデキャップなどステークス競走12勝のほか、トラックレコードを4度更新したソーシャルアウトキャスト（Social Outcast 1950年生・せん馬）、ピムリコスペシャルの親子制覇を達成したワンヒッター（One Hitter 1946年生・牡馬）などがいる。後継の種牡馬は活躍せず、その父系はすでに見当たらなくなっている。
シャットアウトは1964年4月23日に25歳で死亡した。その遺骸はグリーンツリーファーム、現在のゲインズウェイファームの一角に葬られている。

## おもな勝鞍
※当時はグレード制未導入
1941年（2歳）9戦3勝
グランドユニオンホテルステークス
2着 - サラトガスペシャル、ホープフルステークス
1942年（3歳）12戦8勝
ブルーグラスステークス、ケンタッキーダービー、ベルモントステークス、クラシックステークス、ヤンキーハンデキャップ、トラヴァーズステークス
2着 - ドワイヤーステークス
1943年（4歳）17戦5勝
ウィルソンステークス、ローレルステークス、ピムリコスペシャル
2着 - エッジメアハンデキャップ、リッグスハンデキャップ
1944年（5歳）2戦0勝

## 血統表
| シャットアウトの血統（ピーターパン系（ヒムヤー系） / 5代内アウトブリード） | シャットアウトの血統（ピーターパン系（ヒムヤー系） / 5代内アウトブリード） | シャットアウトの血統（ピーターパン系（ヒムヤー系） / 5代内アウトブリード） | （血統表の出典）  | （血統表の出典） |
| 父 Equipoise 1928 栗毛 アメリカ                                            | 父の父Pennant 1911 栗毛 アメリカ                                           | Peter Pan                                                                  | Commando          | Commando         |
| 父 Equipoise 1928 栗毛 アメリカ                                            | 父の父Pennant 1911 栗毛 アメリカ                                           | Peter Pan                                                                  | Cinderella        |                  |
| 父 Equipoise 1928 栗毛 アメリカ                                            | 父の父Pennant 1911 栗毛 アメリカ                                           | Royal Rose                                                                 | Royal Hampton     | Royal Hampton    |
| 父 Equipoise 1928 栗毛 アメリカ                                            | 父の父Pennant 1911 栗毛 アメリカ                                           | Royal Rose                                                                 | Belle Rose        |                  |
| 父 Equipoise 1928 栗毛 アメリカ                                            | 父の母Swinging 1922 栗毛 アメリカ                                          | Broomstick                                                                 | Ben Brush         | Ben Brush        |
| 父 Equipoise 1928 栗毛 アメリカ                                            | 父の母Swinging 1922 栗毛 アメリカ                                          | Broomstick                                                                 | Elf               |                  |
| 父 Equipoise 1928 栗毛 アメリカ                                            | 父の母Swinging 1922 栗毛 アメリカ                                          | Balancoire                                                                 | Meddler           | Meddler          |
| 父 Equipoise 1928 栗毛 アメリカ                                            | 父の母Swinging 1922 栗毛 アメリカ                                          | Balancoire                                                                 | Ballantrae        |                  |
| 母 Goose Egg 1927 鹿毛 アメリカ                                            | 母の父Chicle 1913 鹿毛 フランス                                            | Spearmint                                                                  | Carbine           | Carbine          |
| 母 Goose Egg 1927 鹿毛 アメリカ                                            | 母の父Chicle 1913 鹿毛 フランス                                            | Spearmint                                                                  | Maid of The Mint  |                  |
| 母 Goose Egg 1927 鹿毛 アメリカ                                            | 母の父Chicle 1913 鹿毛 フランス                                            | Lady Hamburg                                                               | Hamburg           | Hamburg          |
| 母 Goose Egg 1927 鹿毛 アメリカ                                            | 母の父Chicle 1913 鹿毛 フランス                                            | Lady Hamburg                                                               | Lady Frivoles     |                  |
| 母 Goose Egg 1927 鹿毛 アメリカ                                            | 母の母Oval 1921 栗毛 アメリカ                                              | Fair Play                                                                  | Hastings          | Hastings         |
| 母 Goose Egg 1927 鹿毛 アメリカ                                            | 母の母Oval 1921 栗毛 アメリカ                                              | Fair Play                                                                  | Fairy Gold        |                  |
| 母 Goose Egg 1927 鹿毛 アメリカ                                            | 母の母Oval 1921 栗毛 アメリカ                                              | Olympia                                                                    | Rock Sand         | Rock Sand        |
| 母 Goose Egg 1927 鹿毛 アメリカ                                            | 母の母Oval 1921 栗毛 アメリカ                                              | Olympia                                                                    | Orienta F-No.16-g |                  |